# Prunella Ransome
Prunella Jane Ransome (* 18. Januar 1943 in Croydon, Surrey, England; † 4. März 2002 in Suffolk, England) war eine britische Schauspielerin.

## Leben
Ransome begann ihre Schauspielkarriere 1967 mit einer Rolle in der britischen Miniserie Kenilworth an der Seite von Jeremy Brett. Ihr Spielfilmdebüt hatte sie im selben Jahr in John Schlesingers Filmdrama Die Herrin von Thornhill neben Julie Christie, Terence Stamp und Peter Finch. Für ihre Darstellung der Fanny erhielt sie 1968 eine Nominierung für den Golden Globe Award als beste Nebendarstellerin. In ihrem nächsten Spielfilm, Clive Donners Historienfilm Alfred der Große – Bezwinger der Wikinger mit David Hemmings, Michael York und Ian McKellen spielte sie die weibliche Hauptrolle. Ab Anfang der 1970er Jahre war sie vermehrt in britischen Fernsehproduktionen wie Gene Bradley in geheimer Mission und Die 2 zu sehen. Ihre letzten Filmrollen waren eine Nebenrolle im britischen Western Ein Mann in der Wildnis sowie die weibliche Hauptrolle in dem spanischen Horrorfilm ¿Quién puede matar a un niño?. Danach war sie bis Mitte der 1980er Jahre nur noch für das Fernsehen tätig, darunter in der Miniserie Killermöven greifen an. In den 1990er Jahren war sie in Serien wie Heartbeat noch einmal in Gastrollen zu sehen.

## Filmografie (Auswahl)
- 1967: Kenilworth (Miniserie, 4 Folgen)
- 1967: Die Herrin von Thornhill (Far from the Madding Crowd)
- 1969: Alfred der Große – Bezwinger der Wikinger (Alfred the Great)
- 1970: Doctor Who (Fernsehserie, Folge 7x10)
- 1971: Ein Mann in der Wildnis (Man in the Wilderness)
- 1971: Die 2 (The Persuaders!, Fernsehserie, Folge 1x22)
- 1973: Gene Bradley in geheimer Mission (The Adventurer, Fernsehserie, Folge 1x14)
- 1973: Van der Valk (Fernsehserie, Folge 2x07)
- 1974: The Double Dealers (Fernsehserie, 4 Folgen)
- 1976: Ein Kind zu töten… (¿Quién puede matar a un niño?)
- 1976: Dangerous Knowledge (Fernsehserie, 6 Folgen)
- 1977: Warship (Fernsehserie, 8 Folgen)
- 1978: A Horseman Riding By (Fernsehserie, 12 Folgen)
- 1979: Crime and Punishment (Miniserie, 2 Folgen)
- 1981: Die Möweninsel (Seagull Island, Miniserie, 5 Folgen)
- 1982: Killermöven greifen an (The Secret of Seagull Island)
- 1984: Sorrell and Son (Miniserie, 4 Folgen)
- 1996: Heartbeat (Fernsehserie, Folge 6x07)

## Auszeichnungen
- 1968: Golden-Globe-Award-Nominierung für Die Herrin von Thornhill